# Clematis dubia
Clematis dubia là một loài thực vật có hoa trong họ Mao lương. Loài này được (Endl.) P.S.Green mô tả khoa học đầu tiên năm 1990.